# كفر الزهايرة
قرية كفر الزهايرة هي إحدى القرى التابعة لمركز دكرنس في محافظة الدقهلية في جمهورية مصر العربية. حسب إحصاءات سنة 2006، بلغ إجمالي السكان في كفر الزهايرة 4285 نسمة، منهم 2085 رجل و2200 امرأة.